# Take Me on the Floor
Take Me on the Floor è un singolo del duo musicale australiano The Veronicas, pubblicato il 26 luglio 2008 come quarto estratto dal secondo album in studio Hook Me Up.

## Descrizione
Scritto da Jessica Origliasso, Lisa Origliasso e Toby Gad, che l'ha anche prodotto, il brano è uscito nel 2008 in Australia come quarto singolo del disco Hook Me Up, mentre negli Stati Uniti è stato pubblicato come secondo singolo nel marzo del 2009. Sempre nel 2009 ne è stato pubblicato un remix in collaborazione con Pitbull.
La canzone è stata utilizzata negli spot promozionali della stagione 2008 di Dancing with the Stars (versione australiana).

## Video musicale
Il brano è stato accompagnato da due diversi video musicali.
- La versione originale, diretta da Anthony Rose e andata in onda per la prima volta nell'estate del 2008, ritrae le due sorelle cantare la canzone in un club mentre si alternano scene in cui una folla di persone balla, alcune delle quali si baciano o assumono atteggiamenti esplicitamente sessuali.
- La versione per il mercato statunitense, diretta da Cameron Barnet, riprende il live del duo il 24 febbraio 2009 al Palais Theatre di Melbourne durante la tappa australiana del Revenge Is Sweeter Tour ed è stata pubblicata sul sito delle The Veronicas il 1º maggio 2009.

## Tracce
Download digitale / CD promo
1. Take Me on the Floor – 3:30

## Successo commerciale
Il brano arriva alla settima posizione nella sua seconda settimana di pubblicazione nella ARIA Singles Chart australiana, diventando il quarto singolo consecutivo di Hook Me Up a raggiungere la top-ten in Australia. Raggiunge lo status di disco d'oro con 35 000 download digitali durante la nona settimana di permanenza in classifica.
Negli Stati Uniti debutta alla posizione numero 97 della Billboard Pop 100 e raggiunge la posizione numero 81 della Billboard Hot 100.

## Classifiche

### Classifiche settimanali
| Classifica (2008-10) | Posizione massima |
| -------------------- | ----------------- |
| Australia            | 7                 |
| Canada               | 54                |
| Nuova Zelanda        | 27                |
| Repubblica Ceca      | 11                |
| Stati Uniti          | 81                |
| Stati Uniti (pop)    | 73                |

### Classifiche di fine anno
| Classifica (2008) | Posizione |
| ----------------- | --------- |
| Australia         | 53        |